# Авґустинеум
48°12′19″ пн. ш. 16°22′02″ сх. д. / 48.2054° пн. ш. 16.3673° сх. д.
Авґустинеум (нім. Das höheres Weltpriesterbildungsinstitut zum hl. Augustin) — інститут для католицьких священників імені святого Авґустина у Відні, заснований 1816 цісарем Францом I. В Авґустинеумі вчилося чимало пізніших відомих українських церковних діячів таких як єпископи Яхимович, Литвинович, Сембратович, Хомишин та ін.